# After Burner: Black Falcon
After Burner: Black Falcon ist ein  Shoot ’em up für PlayStation Portable. Es erschien am 21. März 2007 in den Vereinigten Staaten. In Europa erschien das Spiel am 30. März 2007. In Australien kam das Spiel am 12. April 2007 heraus. Es ist Teil der After-Burner-Reihe.

## Spielprinzip
In der Handlung des Spiels entführt eine Terroreinheit namens „Black Falcon“ 13 Prototypen von Kampfflugzeugen der CIA, die als „Assassin“ bezeichnet werden. Man kann im Spiel drei verschiedene Piloten auswählen, von denen jeder seine eigene Geschichte in der Handlung hat. Die Aufgabe der Spieler besteht darin, in der Luft verschiedene Gegner zu bekämpfen. Das Spiel besitzt 19 verschiedene Flugzeuge, darunter die F-14D Tomcat, die F-22 Raptor und die F-15E Strike Eagle. Jedes der Flugzeuge kann mit einer Vielzahl von Waffen, Gegenständen und individuellen Lackierungen gestaltet werden. Das Spiel unterstützt „zahlreiche Multiplayer-Herausforderungen“ sowohl im kompetitiven Modus für acht Spieler als auch im kooperativen Modus für zwei Spieler.

## Rezeption
After Burner: Black Falcon erhielt gute Kritiken. Die aggregierte Durchschnittswertung laut Metacritic beträgt 73/100 Punkten.